# Euphylidorea olympica
Euphylidorea olympica là một loài ruồi trong họ Limoniidae. Chúng phân bố ở miền Tân bắc.